# Пильчатая креветка
Пи́льчатая креве́тка (лат. Palaemon serratus) — вид десятиногих раков из инфраотряда настоящих креветок (Caridea).

## Описание
Пильчатая креветка имеет бесцветную, прозрачную окраску с косыми, чёрными полосами. Длина тела составляет от 9 до 11 см. Центральный отросток карапакса длинный, острый и направлен кверху. У него 6—7 дорсальных зубов на верхней стороне и 4—5 вентральных зубов на нижней стороне. Продолжительность жизни составляет от 3 до 5-и лет.

## Распространение
Пильчатая креветка распространена в восточной Атлантике от побережий Шотландии и Дании вплоть до Западной Сахары, Азорских островов, Мадейры и Канарских островов. Кроме того, она обитает в Средиземном и в Чёрном морях.
Она предпочитает каменистое и скалистое дно в нижней зоне приливов и отливов на глубине до 40 м.